# Quinteto para clarinete y cuerda (Weber)

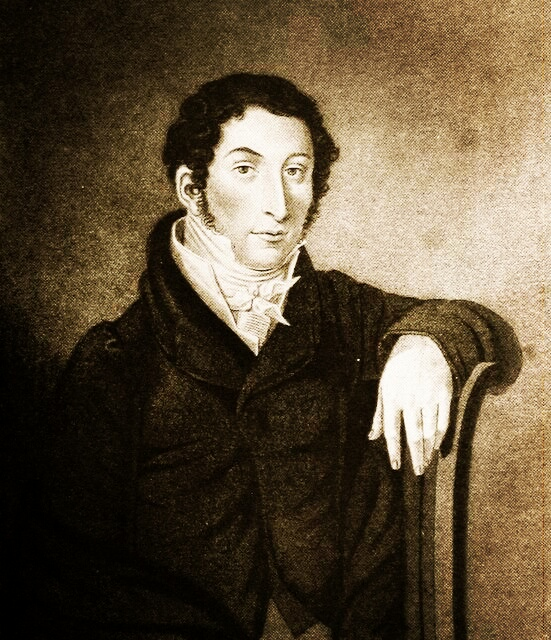
Carl Maria von Weber

El Quinteto en si bemol mayor para clarinete y cuarteto de cuerda, op. 34 (J. 182), es una obra de cámara de Carl Maria von Weber compuesta entre 1811 y 1815.

## Composición

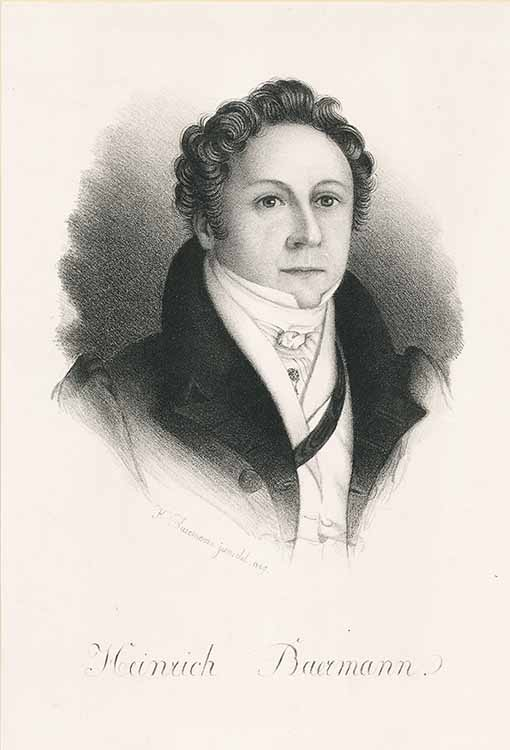
Heinrich Joseph Baermann

Weber comienza a escribir su quinteto de clarinete el 24 de septiembre de 1811 en Jegenstorf.
La partitura estaba destinada a Heinrich Bärmann, un virtuoso clarinetista y amigo del compositor. Fue para este intérprete para el que Weber escribió el mismo año un Concertino y dos conciertos para clarinete.
El Quinteto fue completado el 25 de agosto de 1815 y se estrenó al día siguiente, con la partitura publicada en el otoño por Schlesinger.

## Estructura de la obra
El Quinteto tiene cuatro movimientos :
1. Allegro, que abre con una introducción a las cuerdas
2. Fantasía. Adagio (en sol menor), uno de las « las piezas más bellas jamás escritas para clarinete »[3]
3. Menuetto. Capriccio presto, un minueto que propone «efectos brillantes y contrasta con el trío, en legato más lento, de espíritu sereno»[3]
4. Rondó. allegro giocoso, final en forma rondó (ABACA), con una «deslumbrante coda».[3]

La duración media de ejecución de la obra es de unos veinticuatro minutos .
El Quinteto lleva el opus número 34 y, en el catálogo de obras del compositor recopilado por Friedrich Wilhelm Jähns, la referencia J. 182.

## Discografía seleccionada
- Quinteto para clarinete — Melos Ensemble (1959, Decca ) OCLC 225579151 — con el Septeto op. 74 y el Quinteto op. 87 de Hummel.
- Quinteto para clarinete — Janet Hilton, clarinete ; (Junio 1984, 2 CD Chandos ) — Obra completa con clarinete.
- Quinteto para clarinete — Eduard Brunner, clarinete ; Hagen Quartet (junio de 1987, DG ) — con el Quinteto de Mozart.
- Quinteto para clarinete — Conjunto de Cámara de la Academia de Música Antigua (1994, L'Oiseau Lyre ) — con el Septeto op. 20 de Beethoven.
- Quinteto para clarinete — Richard Stoltzman, clarinete ; Cuarteto de Tokio (1995, RCA) — con Quinteto op. 115 de Brahms.
- Quinteto para clarinete — van Swieten Society : Frank van den Brink, clarinete ; Igor Rukhadze y Franc Polman, violines ; Bernadette Verhagen, viola ; Job ter Haar, violonchelo (junio de 2008, Quintone) OCLC 458586873 — con el Trío para flauta, op. 63.

### Obras generales
- François-René Tranchefort (1987). Guide de la musique de chambre. Les Indispensables de la musique (en francés). Paris: Fayard. p. 927-932. ISBN 2-2130-2403-0. OCLC 21318922. Tranchefort1987.

### Monografías
- Jean-Luc Caron (2019). Carl Maria von Weber. horizons (en francés). Paris: bleu nuit éditeur. p. 176. ISBN 978-2-358-84087-3. Caron & Denizeau2019..
- John Warrack (1987). Carl Maria von Weber (Odile Demange, trad.) (en francés). Paris: Fayard. p. 480. ISBN 978-2-213-01979-6. Warrack1987..